# Twierdza Koźle

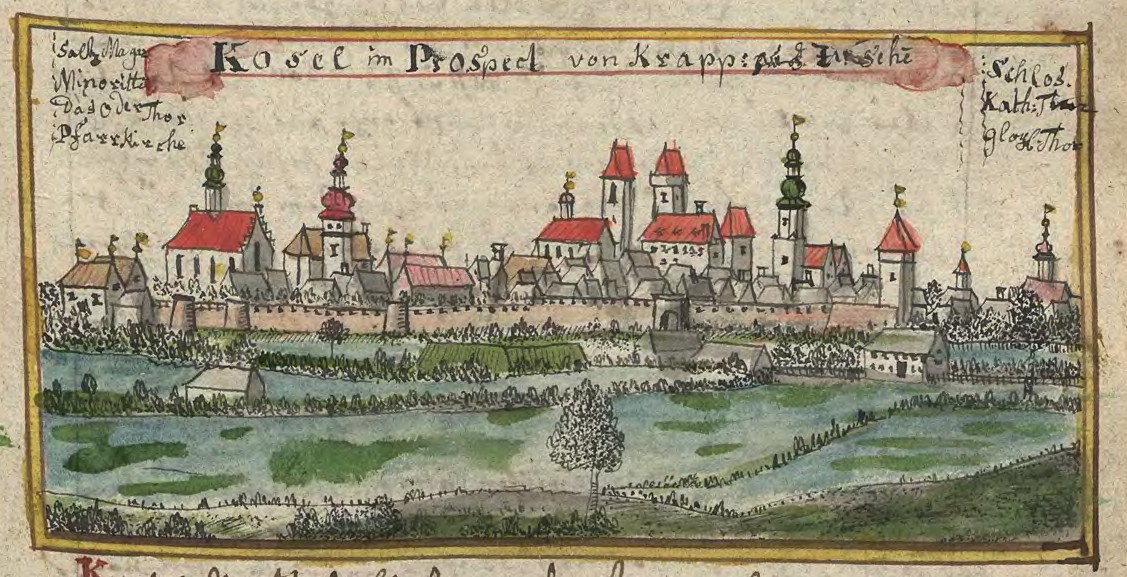
Widok miasta Koźle w I poł. XVIII w. – rysunek Wernhera

Twierdza Koźle – słabo zachowana twierdza w Koźlu będąca systemem obronnym z okresu XVIII i XIX wieku. Współcześnie w Kędzierzynie-Koźlu organizowane są co roku Dni Twierdzy Koźle.

## Historia

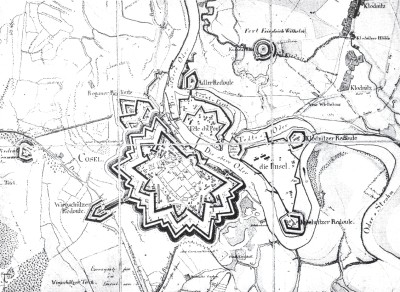
Plan Twierdzy Kozielskiej z 1851 r.

Plan twierdzy (około 1766)

W 1739 Austriacy utworzyli w Koźlu Twierdzę Koźle, która była typową kleszczową twierdzą. Była to austriacka twierdza drugiej klasy. Wokół całego miasta wybudowano wówczas umocnienia ziemne (wał ziemny, mur i rów) w kształcie gwiazdy ośmioramiennej. Prace budowlane nie zostały ukończone.
W 1741 podczas wojny o sukcesję austriacką Koźle zostało zajęte przez wojska pruskie. W 1743 postanowiono wybudować w Koźlu nową twierdzę. Ustanowiono w mieście wojskowy garnizon i wyburzono austriackie fortyfikacje, na miejscu których rozpoczęto budowę nowych na kształcie gwiazdy pięcioramiennej.
Podczas II wojny śląskiej w 1745 Koźle zostało przejściowo zdobyte przez Austriaków. Miasto zostało odbite po miesięcznym oblężeniu.
Król Prus Fryderyk II Wielki rozumiał strategiczne położenie Koźla i w latach 1746–1754 osobiście doglądał budowy fortyfikacji Twierdzy Koźle.
Podczas wojny siedmioletniej w 1758 wojska austriackie blokowały przez pięć miesięcy Twierdzę Koźle, jednak jej nie zdobyły.
Podczas wojen napoleońskich w 1807 wojska francuskie, bawarskie i wirtemberskie prowadziły nieudane oblężenie Twierdzy Koźle.
W 1873 nastąpiła likwidacja twierdzy kozielskiej, co umożliwiło rozwój gospodarczy Koźla.